# Justyna Antosiewicz
Justyna Antosiewicz (ur. 6 maja 1996) – polska siatkarka grająca na pozycji atakującej, młodzieżowa reprezentantka kraju. Zdobywczyni złotego medalu na mistrzostwach Europy kadetek w 2013 roku.

## Osiągnięcia

### Reprezentacyjne
- 2013 −  Mistrzyni Europy kadetek
- 2013 − awans na Mistrzostwa Europy Kadetek
- 2012 −  brązowy medal Mistrzostw Europy Wschodniej EEVZA